# 施特劳斯贝格
施特劳斯贝格（德語：Strausberg，發音：[ˈʃtʁaʊsˌbɛʁk] ⓘ）是德国勃兰登堡州梅尔基施-奥得兰县的城市，面积为67.94平方千米，2023年12月31日人口为27,780人。
該城市曾是東德國防部所在地。兩德統一後為了進行「統合軍隊」（Armee der Einheit）進程，以利東德國家人民軍與西德聯邦國防軍的合併，在該市的東德國防部舊址成立了德軍東部司令部，指揮德東地區新進駐的部隊及軍用設施。

## 友好城市
- 波蘭 登布諾（1978年）
- 德国 弗兰肯塔尔（1990年）
- 捷克 泰雷津（1998年）